# Château d'Antignano
Le château d'Antignano (en italien : Castello di Antignano), ou Forte d'Antignano, est une forteresse datant du XVIe siècle située à Livourne, le long de la route côtière du quartier d'Antignano et le hameau de Quercianella (it), dans la province de Livourne en Toscane. Il était également connu sous le nom de Castello San Cosimo en l'honneur du grand-duc qui l'a fait construire.

## Historique
Dans la seconde moitié du XVIe siècle, en vue de réorganiser les systèmes défensifs et de visée de la côte de Livourne, le grand-duc Cosme Ier de Toscane ordonna la construction d'une forteresse dans le petit village d'Antignano, laquelle, à l'époque, n'était pas encore connue, car incorporée à la ville.
Le projet a été élaboré par Raffaello Guerrazzi, commandant de la Fortezza Vecchia de Livourne. Les travaux commencèrent entre 1560 et 1567. À l'intérieur du soi-disant château se trouvaient également les pièces destinées à la garnison et aux ouvriers, ainsi que les appartements des grands-ducs. Une chapelle fut également construite pour desservir la forteresse, aujourd'hui église Santa Lucia.
La forteresse, de forme quadrangulaire (60 × 65 mètres), était caractérisée par quatre bastions au sommet, appelés della Fonte (au nord-est), del Giardino (au sud-est), della Campana (au sud-ouest) et Furnace (nord-ouest). Par la suite, un ravelin de forme triangulaire fut ajouté sur la façade face à la mer pour abriter l'artillerie lourde, mais sa hauteur limitée le rendait uniquement adapté au tir rasant.
On accédait à son intérieur d'abord par le côté de la mer, puis pour plus de sécurité face aux incursions des corsaires barbaresques, par le côté est des terres, comme on peut encore le voir aujourd'hui. Sur le côté de l'entrée se trouve encore l'inscription en marbre commémorant Cosme Ier de Médicis, le souverain qui voulait la forteresse et qui allait souvent la visiter, comme le rappelle Benvenuto Cellini dans sa Vie. Le château était équipé de quatre canons en bronze et de divers propulseurs et abritait une garnison de soldats pour la défense de la côte.

## Description
Le fort a conservé son aspect d'origine jusqu'au milieu du XIXe siècle (en 1846 Pietro Volpi atteste encore de la présence d'une garnison militaire), lorsqu'il a été vendu à des particuliers qui y ont construit quelques résidences, lui perdant ainsi une grande partie de son aspect d'origine. La façade face à la mer, devenue propriété de la famille Cremoni (1878), abrita un hôtel, tandis que le ravelin fut transformé en une grande terrasse. Au cours du XXe siècle, le bastion sud-est fut démoli. Aujourd'hui, ne restent que des maisons privées.

## Galerie

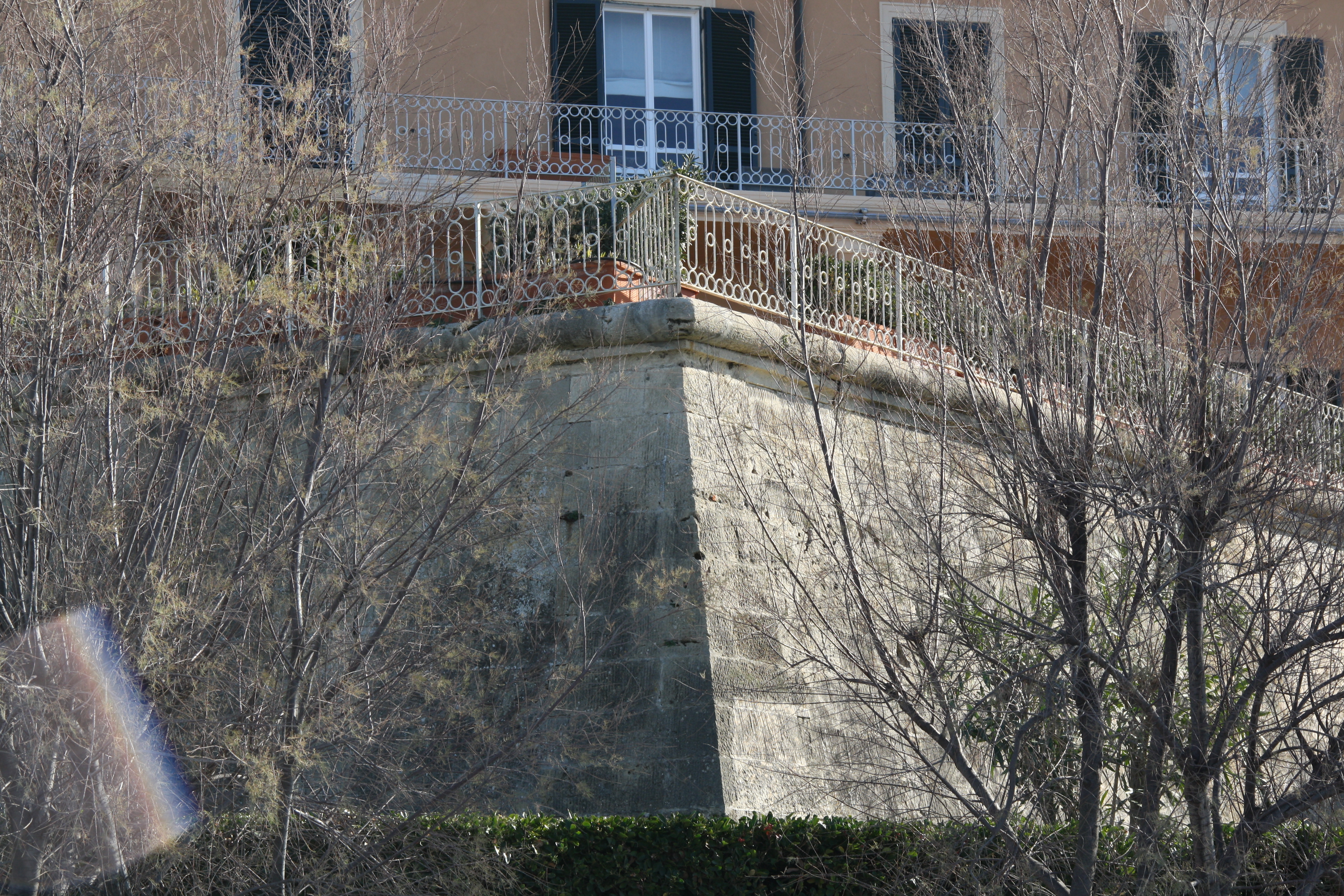
Rempart.
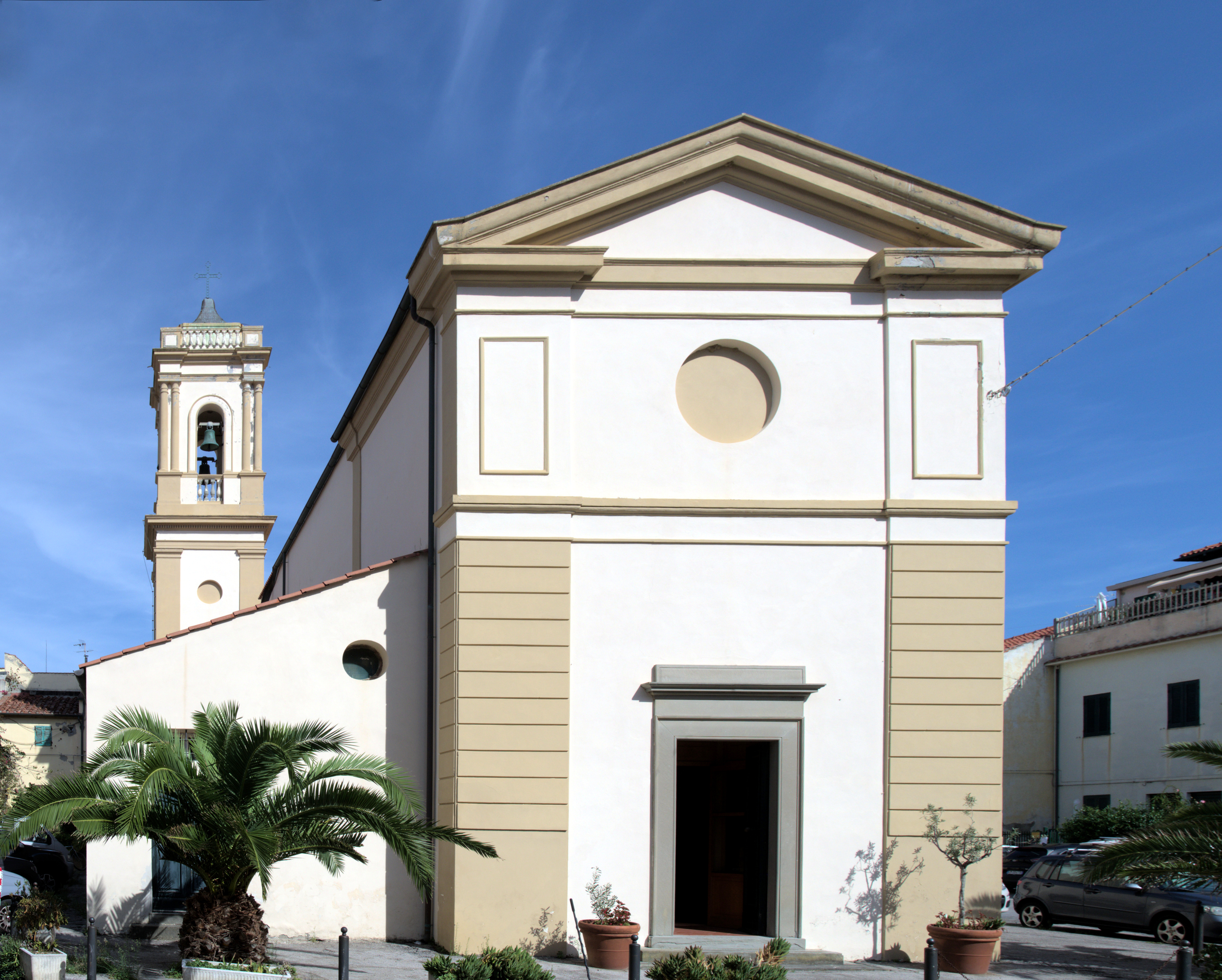
Église Santa Lucia.